# 分進合撃
分進合撃（ぶんしんごうげき）とは分散した部隊が集中するように機動・攻撃する方式である。

## 概要
17世紀以降のヨーロッパ諸国では、軍隊の人員数が数万人以上の規模に拡大したため、全軍が一個の集合として機動することは非現実的となっていた。例えばクラウゼヴィッツによれば、当時の兵数8,000の一個師団が砲兵その他の部隊を伴うときは、経験によればその行軍長径は1時間行程に達したという。従って、10万人の全軍が一本の街道上を進んだとしたら、敵との遭遇戦となった場合、隊列の後ろの方の部隊が戦場に到着するには丸一日かかり、到着前に戦闘が終わってしまう。また、当時の軍隊は行軍中の食料の多くを現地調達に頼っていたので、全軍が固まることは食料確保の上でも非現実的であった。
当時のヨーロッパ諸国の軍隊は傭兵主体の軍から常備軍への過渡期にあり、後の連隊や師団の前身となる編制単位が整備されていったことによって、兵力を複数に分割し、分割された兵力が相互に支援しながらそれぞれ違う経路を使って機動し、自軍に有利な戦場に集まる事が可能となった。このような戦術はオーストリア継承戦争の頃、モーリス・ド・サックスやブールセらによって体系化された。
分散して進撃している最中の敵を、再集結する前に攻撃することができれば、各個撃破のチャンスが生まれることになる。ナポレオン・ボナパルトは内線作戦による各個撃破戦術を得意とした。この成功例としてはカスティリオーネの戦い（1796年8月5日）があげられる。しかし皮肉にもナポレオンは、対仏大同盟軍にライプツィヒの戦い（諸国民の戦い、1813年10月16日～19日）で、この戦術によって敗れた（ナポレオン戦争）。